# Мірко Пузович
Мірко Пузович (серб. Мирко Пузовић); 24 квітня 1956, Крагуєваць) — югославський боксер, призер чемпіонатів світу і Європи серед аматорів та Олімпійських ігор.

## Аматорська кар'єра
1976 року завоював золоту медаль на молодіжному чемпіонаті Європи.
На чемпіонаті Європи 1981 завоював срібну медаль.
- В 1/8 фіналу переміг Драгоміра Іліє (Румунія) — RSC 3
- У чвертьфіналі переміг Богуміла Немечека (Чехословаччина) — RSC 3
- У півфіналі переміг Дітмара Шварца (НДР) — 3-2
- У фіналі програв Василю Шишову (СРСР) — 0-5

На чемпіонаті світу 1982 завоював бронзову медаль.
- В 1/16 фіналу переміг Луїса Гарсія (Венесуела) — 3-2
- В 1/8 фіналу переміг Дітмара Шварца (НДР) — 4-1
- У чвертьфіналі переміг Йоні Нюмана (Фінляндія) — 4-1
- У півфіналі програв Карлосу Гарсія (Куба) — 0-5

На чемпіонаті Європи 1983 завоював срібну медаль.
- У чвертьфіналі переміг Мирослава Петровського (Польща) — 5-0
- У півфіналі переміг Зігфріда Менерта (НДР) — 4-1
- У фіналі програв Василю Шишову (СРСР) — 1-4

На Олімпійських іграх 1984 завоював бронзову медаль.
- В 1/16 фіналу переміг Деніса Ламберта (Канада) — 5-0
- В 1/8 фіналу переміг Стіва Ларрімора (Багамські острови) — 5-0
- У чвертьфіналі переміг Жана-П'єра Мбереке (Камерун) — 5-0
- У півфіналі програв Джеррі Пейджу (США) — 0-5

На чемпіонаті Європи 1985 завоював бронзову медаль.
- В 1/8 фіналу переміг Константіноса Цозаса (Греція) — 5-0
- У чвертьфіналі переміг Драгоміра Іліє (Румунія) — 4-1
- У півфіналі програв Імре Бачкаї (Угорщина) — 0-5

На чемпіонаті світу 1986 завоював бронзову медаль.
- В 1/16 фіналу переміг Крістофера Оссаї (Кенія) — 5-0
- В 1/8 фіналу переміг Вілберфорсе Кіггунду (Уганда) — 5-0
- У чвертьфіналі переміг Александера Кунцлера (ФРН) — 5-0
- У півфіналі програв Василю Шишову (СРСР) — 0-5

На чемпіонаті Європи 1987 програв у першому бою Бориславу Абаджиєву (Болгарія).
На Кубку світу 1987 переміг Давида Камау (Кенія) і Канделаріо Дуверхель (Куба), а у фіналі програв В'ячеславу Яновському (СРСР).